# Raising Sand
Raising Sand je společné studiové album anglického zpěváka Roberta Planta a americké zpěvačky Alison Krauss. Vyšlo v říjnu 2007 (vydavatelství Rounder Records a Zoë Records) a jeho producentem byl T-Bone Burnett. Album získalo cenu Grammy a v několika zemích, včetně Spojeného království a Spojených států amerických, získalo platinovou desku. V hitparádě Billboard 200 se umístilo na druhé příčce.

## Seznam skladeb
| Pořadí | Název                                  | Autor                                                | Délka |
| ------ | -------------------------------------- | ---------------------------------------------------- | ----- |
| 1.     | Rich Woman                             | Dorothy LaBostrie, McKinley Millet                   | 4:04  |
| 2.     | Killing the Blues                      | Roly Jon Salley                                      | 4:16  |
| 3.     | Sister Rosetta Goes Before Us          | Sam Phillips                                         | 3:26  |
| 4.     | Polly Come Home                        | Gene Clark                                           | 5:36  |
| 5.     | Gone Gone Gone (Done Moved On)         | Don Everly, Phil Everly                              | 3:33  |
| 6.     | Through the Morning, Through the Night | Gene Clark                                           | 4:01  |
| 7.     | Please Read the Letter                 | Charlie Jones, Michael Lee, Jimmy Page, Robert Plant | 5:53  |
| 8.     | Trampled Rose                          | Kathleen Brennan, Tom Waits                          | 5:34  |
| 9.     | Fortune Teller                         | Allen Toussaint                                      | 4:30  |
| 10.    | Stick with Me Baby                     | Mel Tillis                                           | 2:50  |
| 11.    | Nothin'                                | Townes Van Zandt                                     | 5:33  |
| 12.    | Let Your Loss Be Your Lesson           | Milton Campbell                                      | 4:02  |
| 13.    | Your Long Journey                      | Doc Watson, Rosa Lee Watson                          | 3:55  |

## Obsazení
- Robert Plant – zpěv
- Alison Krauss – zpěv, housle
- Riley Baugus – banjo
- Jay Bellerose – bicí
- Norman Blake – kytara
- T-Bone Burnett – kytara, baskytara
- Dennis Crouch – kontrbas
- Greg Leisz – pedálová steel kytara
- Marc Ribot – kytara, banjo, dobro
- Mike Seeger – autoharfa
- Patrick Warren – klávesové nástroje